# سيمون لارسن
سيمون لارسن (بالنرويجية البوكمول: Simon Larsen)‏ (1 يونيو 1988 بكريستيانساند في النرويج - ) هو لاعب كرة قدم نرويجي في مركز الدفاع. لعب مع نادي فوليرينغا وHønefoss BK ‏ وRandesund IL ‏ وVindbjart FK ‏.

## وصلات خارجية
- سيمون لارسن على موقع اتحاد النرويج (النرويجية)
- سيمون لارسن على موقع قاعدة بيانات كرة القدم.إي يو (الإنجليزية)
- سيمون لارسن على موقع Soccerway.com (الإنجليزية)